# 迪拜湾
迪拜湾（阿拉伯语：‎），有时误译为迪拜河，是迪拜的一条潮沟，东岸为代拉区，西岸为布尔迪拜区。迪拜湾曾经的尽头是拉斯豪尔（意思是“湾头”），但由于迪拜运河的开通，现在迪拜湾两头接通波斯湾，与迪拜运河一起将布尔迪拜、迪拜市中心、朱美拉1区等街区围成一个岛。